# Província de Owari
Owari (尾張国, Owari no Kuni) foi uma antiga antiga província do Japão que corresponde ao oeste da atual prefeitura de Aichi, incluindo a maior parte de Nagoya. Sua abreviação é Bishū (尾州).

Mapa das províncias japonesas (1868) com a província de Owari em destaque

A antiga capital de Owari localizava-se próxima a Inazawa na parte oeste da província. Dois dos mais famosos líderes militares do Período Sengoku, Oda Nobunaga e Toyotomi Hideyoshi, eram naturais da província de Owari, assim como Katō Kiyomasa. Nobunaga dominou o Castelo de Kiyosu em Kiyosu por algum tempo. Chikamatsu Shigenori, guerreiro e entusiasta de cerimônia do chá, nasceu na Província de Owari em 1695.
Tokugawa Ieyasu estabeleceu o Xogunato Tokugawa no Castelo Nagoya em Nagoya, Prefeitura de Aichi, e deixou um dos seus filhos no comando do Domínio de Owari, o maior feudo da família Tokugawa sem contar o próprio xogunato.
Em 1871, com a abolição dos domínios feudais e o estabelecimento de prefeituras (廃藩置県 Haihan Chiken) depois da Restauração Meiji, as províncias de Owari e Mikawa foram combinadas para formar a prefeitura de Aichi no final de 1872.

## Mamoru Owari
Lista parcial dos governadores de Owari:
- Ōnakatomi no Kiyomaro -- (747 - 751)